# Sianvar
Sianvar — американський супергурт у жанрі прогресивний рок із Сакраменто, Каліфорнія, створений 2013 року. До остаточного складу гурту входили Донован Мелеро, гітаристи Вілл Свон та Серхіо Медіна та барабанщик Джозеф Аррінгтон. Гурт підписав контракт із незалежним звукозаписним лейблом Swan Blue Swan Records. Вони випустили дебютний однойменний мініальбом 5 січня 2014 року та дебютний повноформатний студійний альбом Stay Lost у серпні 2016 року. 8 квітня 2019 року гурт оголосив про перерву на невизначений термін.

## Історія

### 2013–17: однойменний мініальбом іStay Lost
Гурт оголосив про створення 23 липня 2013 року. До першого складу гурту увійшли гітарист Dance Gavin Dance Вілл Свон, барабанщик та вокаліст Hail the Sun Донован Мелеро, гітарист Stolas Серхіо Медіна, басист A Lot Like Birds Майкл Літтлфілд та барабанщик Джозеф Аррінгтон. Вони підписали контракт із незалежним звукозаписним лейблом Swan Blue Swan Records.
11 листопада 2013 року гурт випустив дебютний сингл «Sick Machine». 5 січня 2014 року вони випустили однойменний дебютний мініальбом через Bandcamp. Перший концерт Sianvar відіграли 8 січня 2014 року в Сан-Франциско, Каліфорнія. На підтримку релізу гурт гастролював з гуртами як-от A Lot Like Birds, Тіліаном Пірсоном, Strawberry Girls, Stolas, The Venetia Fair, My Iron Lung, EROS, Idlehands, Artifex Pereo та Eidola.
Майкл Літтлфілд залишив гурт у лютому 2015 року, його замінив гітарист A Lot Like Birds Майкл Франціно. Sianvar почали запис дебютного повноформатного студійного альбому у липні 2014 року. 26 червня 2016 року гурт оголосив дебютний студійний альбом Stay Lost, трек-лист і дату виходу. Через два дні гурт випустив головний сингл «Omniphobia», який супроводжувався музичним кліпом, прем'єра якого відбулася на Alternative Press. 14 липня гурт випустив сингл «Psychosis Succumbing». Гурт розпочав хедлайнерський тур Stay Lost, який розпочався в Red House у Волнат-Крік, Каліфорнія, 4 серпня 2016 року.
Sianvar вирушив у другий тур хедлайнерів на підтримку Stay Lost у січні 2017 року з Icarus the Owl і Frameworks.

### 2018 — дотепер: другий студійний альбом і перерва
З 26 травня по 21 червня 2018 року Sianvar брали участь у весняному турі Dance Gavin Dance разом з Erra та I See Stars як супроводжувальні гурти.
11 серпня 2018 року було підтверджено, що запис другого повноформатного студійного альбому гурту розпочався на студії звукозапису Interlace у Портленді, штат Орегон, з продюсером Крісом Крамметом.
11 вересня 2018 року Майкл Франціно оголосив про вихід з гурту, заявивши, що хоче зосередитися на сольній музичній кар'єрі. Вілл Свон оголосив, що буде записувати партію бас-гітари для другого студійного альбому гурту. 27 вересня гурт оголосив, що продовжить свою діяльність у складі чотирьох учасників.
З 11 по 19 січня 2019 року гурт вирушив у хедлайнерський тур, повністю виконавши дебютний студійний альбом Stay Lost за підтримки Ghost Atlas і Wolf & Bear. Колишній бас-гітарист і вокаліст A Lot Like Birds Метью Коут приєднався до гурту учасником туру, який займався грою на бас-гітарі.
8 квітня 2019 року гурт оголосив, що йде на невизначену перерву у гастролях і випуску музики. В оголошенні було написано: «Усі музичні релізи та діяльність Sianvar відкладаються на невизначений термін». Далі йшлося: «Це не остаточне прощання, хоча може пройти деякий час, перш ніж ми знову зустрінемося». Під час перерви Свон приєднався до американського постгардкор-гурту Royal Coda, а Донован Мелеро та Серхіо Медіна створили постгардкор-дует Nova Charisma та підписали контракт з Equal Vision Records.
Два невиданих демозаписи з сесій запису другого студійного альбому гурту були перероблені для дев'ятого студійного альбому Dance Gavin Dance Afterburner, одним з яких став лід-сингл «Prisoner».

## Музичний стиль
Музичний стиль Sianvar був високо оцінений за використання елементів прогресивного року, постгардкору та психоделічних елементів. Їх часто називали гуртом у жанрах постгардкор, математичний рок та експериментальний рок.

## Склад гурту
Остаточний склад
- Донован Мелеро — вокал (2013–2019)
- Вілл Свон — гітара (2013–2019); бас (2018–2019)
- Серхіо Медіна — гітара, бек-вокал (2013–2019)
- Джозеф Аррінгтон — ударні, перкусія (2013–2019)

Колишні учасники
- Майкл Літтлфілд — бас (2013–2015)
- Майкл Франціно — бас (2015–2018)

Гастрольні учасники
- Метью Коут — бас (2019)

Часова шкала

## Дискографія
Студійні альбоми
- Stay Lost (Blue Swan, 2016)

Мініальбоми
- Sianvar EP (Blue Swan, 2014)

Сингли
- «Sick Machine» (2013)
- «Omniphobia» (2016)
- «Psychosis Succumbing» (2016)
- «BedRoots» (2016)